# Ye Jianying
Ye Jianying (chinês tradicional: 葉劍英, chinês simplificado: 叶剑英, pinyin: Yè Jiànyīng, Wade–Giles: Yeh Chien-ying; 28 de abril de 1897 - 22 de outubro de 1986) foi um general comunista chinês, marechal do Exército de Libertação Popular, veterano da Longa Marcha, ministro da Defesa de 1975 a 1978 e presidente do Comitê Permanente da Assembleia Nacional Popular de 1978 a 1983, o que lhe garantiu o título honorário como chefe de Estado.